# Žilinský kraj
Žilinský kraj jedna od administrativnih regija (pokrajina) Slovačke. Pokrajina se sastoji od 11 okruga, a središte je grad Žilina. Pokrajina se prostire na 6808,44 km² i ima 686 063 stanovnika (2024.).
2011 godina, većinski narod su Slovaci (97,5%), dok ima i malih zajednica Čeha (<1%) i Roma (<0,5%).

## Stanovništvo
| Godina:     | 1994.   | 2004.   | 2014.   | 2024.   |
| ----------- | ------- | ------- | ------- | ------- |
| Broj ljudi: | 682 983 | 694 129 | 690 449 | 686 063 |
| Razlika:    |         | +1,63 % | −0,53 % | −0,63 % |

| Godina:     | 2023.   | 2024.   |
| ----------- | ------- | ------- |
| Broj ljudi: | 687 174 | 686 063 |
| Razlika:    |         | −0,16 % |

## Popis okruga (slovački: okres)
- Okrug Bytča
- Okrug Čadca
- Okrug Dolný Kubín
- Okrug Kysucké Nové Mesto
- Okrug Liptovský Mikuláš
- Okrug Martin
- Okrug Námestovo
- Okrug Ružomberok
- Okrug Turčianske Teplice
- Okrug Tvrdošín
- Okrug Žilina